# Yolanda de Flandes
Yolanda de Flandes (1175 - 1219) fue una noble que gobernó el Imperio Latino en Constantinopla en nombre de su esposo Pedro II de Courtenay desde 1217 a 1219.

## Biografía
Era la tercera hija de Balduino V, conde de Henao y marqués de Namur, y de Margarita de Alsacia, condesa de Flandes. Dos de sus hermanos, Balduino y Enrique, fueron emperadores en Constantinopla.  Tras la muerte del último en 1216, se entró en un breve periodo de tiempo sin emperador antes de que Pedro resultara elegido. Pedro envió a Yolanda a Constantinopla mientras luchaba contra el Despotado de Epiro, lucha en la que Pedro fue capturado. 
Al desconocer qué había pasado con su esposo, probablemente muerto, Yolanda gobernó como regente. Se alió con los búlgaros contra diversos estados bizantinos y fue capaz de establecer la paz con Teodoro I Láscaris del Imperio de Nicea, que se casó con su hija. Sin embargo, Yolanda murió en 1219.
Fue sucedida en el trono por su segundo hijo, Roberto de Courtenay, ya que su hijo mayor no deseaba el trono. Al encontrarse Roberto en Francia en ese momento, técnicamente no hubo emperador hasta su llegada en 1221.

## Descendencia
De su matrimonio con Pedro II de Courtenay nacieron 12 hijos:
- Margarita, marquesa de Namur.
- Felipe,[3] marqués de Namur, que declinó el trono del Imperio Latino.
- Sibila, monja.
- Isabel, casada primero con Walter, conde de Bar y luego con Odón de Borgoña, señor de Montaigu.
- Yolanda, casada con Andrés II, rey de Hungría.
- Roberto de Courtenay,[3] emperador latino de Constantinopla.
- Inés, casada con Godofredo II de Villehardouin, príncipe de Acaya.
- María, casada con Teodoro I Láscaris, emperador de Nicea.
- Enrique, marqués de Namur, también declinó la corona del Imperio Latino.
- Leonor, casada con Felipe de Montfort, señor de Castres, de La Ferté-Alais y de Bréthencourt.
- Constanza, monja.
- Balduino, último emperador latino de Constantinopla.